# عماسا كولمان لي
عماسا كولمان لي هو محرر ومحامي وسياسي أمريكي، ولد في 19 يوليو 1880 في جورجيانا في الولايات المتحدة، وتوفي في 15 أبريل 1962. انتخب عضو مجلس نواب ألاباما ‏.